# 4x4 (film, 2019)
Pour les articles homonymes, voir 4x4.
Pour plus de détails, voir Fiche technique et Distribution.
4x4 est un film de survie hispano-argentin coécrit et réalisé par Mariano Cohn et sorti en 2019.

## Synopsis
Dans un quartier chic d'Argentine, un voleur de voitures, Ciro, remarque un superbe SUV de luxe garé dans une petite rue de Buenos Aires. Déterminé à voler l'autoradio, il parvient à rentrer dans le véhicule par effraction et le pille avant d'uriner sur les sièges arrière en cuir. Pourtant, lorsqu'il veut sortir de la voiture, il remarque qu'elle est fermée de l'intérieur et de l'extérieur. Non seulement les fenêtres sont sans tain, elles ne peuvent pas s'ouvrir. Comme personne ne l'a vu pénétrer dans le 4x4, il est désormais piégé dans celui-ci qui s'avère être insonorisé, polarisé et blindé. Son système d'ultra sécurisation est activable à distance. Un véritable piège dans lequel il est prisonnier. Alors que son portable s'éteint rapidement en raison d'une batterie morte, il tente de briser une vitre avec son pistolet mais la balle ricoche dans sa jambe. Paniqué à l'idée de mourir à l'intérieur de l'habitacle, d'autant plus qu'il n'a pas d'eau ni de nourritures, il reçoit un appel du tableau du bord qui s'anime. Propriétaire du véhicule, son interlocuteur lui apprend que le système électrique a été coupé par un dispositif de sécurité qu'il détient et que personne ne peut lui venir en aide… Résolu à survivre, Ciro s'acharne à s'extirper de ce traquenard mortel…

## Fiche technique
- Titre original et français : 4x4
- Réalisation : Mariano Cohn
- Scénario : Mariano Cohn et Gastón Duprat
- Montage : David Gallart et Elena Ruiz
- Musique : Dante Spinetta
- Photographie : Kiko de la Rica
- Production : Gastón Duprat et Axel Kuschevatzky
- Sociétés de production : Televisión Abierta et Mediapro
- Société de distribution : Buena Vista International
- Pays de production :  Espagne,  Argentine
- Langue originale : espagnol
- Format : couleur
- Genre : film de survie, thriller
- Durée : 90 minutes
- Dates de sortie :
  - Argentine : 4 avril 2019
  - France : 22 janvier 2021 (sur Canal +)

## Distribution
- Peter Lanzani : Ciro
- Dady Brieva : Enrique Ferrari
- Luis Brandoni : Julio Amadeo
- Noelia Castaño

## Clin d'œil
Le 4x4 est stationné en face de l'affiche du film El hombre de al lado : il s'agit d'un film du même réalisateur.

## Remakeaméricain
Un remake américain, Piégé (Locked), sort en 2025.